# Frontera entre Kazajistán y Rusia
La frontera terrestre entre Kazajistán y Rusia es la segunda frontera internacional más larga del mundo después de la que corre entre Canadá y los Estados Unidos. Con una longitud total de 6846 km, separa a la República de Kazajistán de la Federación de Rusia. Es la más larga frontera terrestre continua del mundo que separa dos estados (si bien la frontera entre Canadá y Estados Unidos con 8893 km es más larga, está repartida en dos secciones, de las cuales la más larga mide 6416 km, siendo un poco menor en longitud que la frontera ruso-kazaja).
Fue delimitada en 1930 cuando se separó a la RSS de Kazajistán de la RSFS de Rusia, y se estableció como frontera internacional con la disolución de la Unión Soviética en 1991. Ambos estados firmaron un acuerdo de delimitación fronteriza que entró en vigor en 2006.

## Trazado
El extremo occidental de la frontera se encuentra sobre la ribera norte del mar Caspio a algunos kilómetros al este de la desembocadura del Volga. De ahí, toma dirección al norte antes de virar hacia el este para finalmente alcanzar un trifinio situado en el macizo de Altái, una región donde se encuentra la fuente del río Obi, y donde convergen las fronteras entre China y Kazajistán y entre China y Rusia.
Dado que cuando en esta zona se construyeron carreteras y ferrocarriles esta frontera no era internacional, dicho límite parte las vías en varios tramos, por ejemplo, una rama del Transiberiano irrumpe por dos pasos fronterizos hasta Petropavl.